# World Vision
World Vision – chrześcijańska organizacja zajmująca się pomocą humanitarną i rozwojową. Jedna z największych na świecie instytucji tego rodzaju.
Pomaga potrzebującym, przede wszystkim dzieciom, na sześciu kontynentach, m.in. poprzez wsparcie finansowe i rzeczowe oraz programy edukacyjne.